# Рейдар Рандерс-Йохансен
Рейдар Рандерс Йохансен — норвежский футбольный арбитр. Всего за свою карьеру отсудил 6 международных матчей за период с 1931 по 1946 годы. Примечателен тем фактом, что был главным судьей первого в истории отборочного матча к чемпионатам мира по футболу, состоявшегося 11 июня 1933 года между сборными командами Швеции и Эстонии.

## Судейство первого отборочного матча в истории чемпионатов мира
На 7-й минуте первого в истории отборочного матча к чемпионатам мира по футболу между сборными Швеции и Эстонии произошел невероятный курьёз. Левый крайний шведов Кнут Кроон пробил по воротам. Эстонский голкипер Эвальд Типнер, не сходя с линии ворот, без труда поймал мяч. После чего, не сделав ни шага вперед, с размаху выбросил его в поле. Рейдар Рандерс-Йохансен показал на центр поля. Он увидел, что Типнер в воздухе занес мяч за линию ворот, и поэтому засчитал гол. Таких голов в то время ещё никто не видел. Это было новаторство для арбитров.
В этом же матче случился и еще один интересный момент. В команде Эстонии на второй тайм вышел играть 26-летний Арнольд Лааснер, заменивший своего ровесника Фридриха Карма, хотя в то время замены были запрещены в официальных матчах. Однако Рейдар Рандерс-Йохансен данный момент не заметил.